# باك سونغ غوان
باك سونغ غوان (بالإنجليزية: Pak Song-Gwan)‏ (مواليد 14 أغسطس 1980 في كوريا الشمالية) لاعب كرة قدم كوري شمالي دولي يجيد اللعب في مركز الهجوم . يلعب حاليا لصالح نادي ريميونغسو الكوري الشمالي منذ سنة 2005 .

## روابط خارجية
- باك سونغ غوان على موقع الاتحاد الدولي (مؤرشف)  (الإنجليزية)
- باك سونغ غوان على موقع قاعدة بيانات كرة القدم.إي يو (الإنجليزية)
- باك سونغ غوان على موقع ناشيونال فوتبول تيمز (الإنجليزية)
- باك سونغ غوان على موقع Soccerway.com (الإنجليزية)